# ان‌جی‌سی ۲۸۷
ان‌جی‌سی ۲۸۷ (انگلیسی: NGC 287) نام یک کهکشان عدسی در صورت فلکی ماهی است.